# ジョゼフ・マゼロ
ジョゼフ・マゼロ（Joseph Mazzello III, 1983年9月21日 - ）はアメリカ合衆国の俳優。

## 来歴
ニューヨーク州ラインベック出身。父親は舞台芸術学校を所有するジョゼフ・マゼロ・ジュニア。姉と弟が一人ずつおり、弟のジョン・マゼロは俳優として数本の映画に出演している。ルルド聖母マリア高校（Our Lady of Lourdes High School ）、南カリフォルニア大学卒（2005年）。
幼児虐待をテーマにした『Unspeakable Acts』（1990年）に出演し、5歳でテレビ映画デビューをした。『ラジオ・フライヤー』では弟と、『ロックン・ルージュ』では姉と共演している。
1993年の映画『ジュラシック・パーク』のティム役および、1995年の映画『マイ・フレンド・フォーエバー』のデクスター役で注目を集める。
2010年のテレビドラマ『ザ・パシフィック』では主人公の1人であるユージン・スレッジを演じている。
2016年には野球を題材とした映画『Undrafted』で監督デビュー。
2018年公開の伝説のバンド「クイーン」の伝記映画『ボヘミアン・ラプソディ』では、ベーシストのジョン・ディーコン役を演じた。なお同作品ではフレディ・マーキュリー役のラミ・マレックとは、2010年のテレビドラマ『ザ・パシフィック』以来の共演となった。
2019年3月9日にYouTube公式チャンネル『Joe Mazzello Is Bored』を設立。

## 出演作品

### 映画
| 公開年 | 邦題 原題                                                           | 役名                       | 備考                                                    | 吹き替え                                      |
| ------ | ------------------------------------------------------------------- | -------------------------- | ------------------------------------------------------- | --------------------------------------------- |
| 1991   | 推定無罪 Presumed Innocent                                          | ウェンデル                 |                                                         | 大谷育江（ソフト版） TBA（テレビ朝日版）      |
| 1992   | ラジオ・フライヤー Radio Flyer                                      | ボビー                     |                                                         | （吹き替え版なし）                            |
| 1993   | ロックン・ルージュ Jersey girl                                      | ジェイソン                 | VHSのみ                                                 |                                               |
| 1993   | ジュラシック・パーク Jurassic Park                                  | ティモシー・マーフィ       |                                                         | 大島一貴                                      |
| 1993   | 永遠の愛に生きて Shadowlands                                        | ダグラス・グレシャム       | VHSのみ                                                 | まるたまり                                    |
| 1994   | 激流 The River Wild                                                 | ローク・ハートマン         |                                                         | 小林優子（ソフト版） 近藤玲子（テレビ朝日版） |
| 1995   | マイ・フレンド・フォーエバー The Cure                               | デクスター                 |                                                         | 今井翼（ソフト版） 折笠愛（フジテレビ版）     |
| 1995   | WISH ウィッシュ/夢がかなう時 Three Wishes                           | トム・ホルマン             |                                                         | 矢島晶子                                      |
| 1997   | ロスト・ワールド/ジュラシック・パーク The Lost World: Jurassic Park | ティモシー・マーフィ       |                                                         |                                               |
| 1998   | サイモン・バーチ Simon Birch                                        | ジョー・ウェントワース     |                                                         | 木村良平                                      |
| 2004   | プリティ・ヘレン Raising Helen                                      | ピーター                   |                                                         |                                               |
| 2004   | ソード・シャドウ スリーピー・ホロウ:リターンズ The Hollow           | スコット                   | ビデオ映画                                              |                                               |
| 2010   | ソーシャル・ネットワーク The Social Network                         | ダスティン・モスコヴィッツ |                                                         | 鈴木正和                                      |
| 2013   | G.I.ジョー バック2リベンジ G.I. Joe: Retaliation                    | マウス                     |                                                         | 須藤翔                                        |
| 2016   | アンドラフテッド Undrafted                                          | パット・マレー             | 兼監督・脚本                                            |                                               |
| 2018   | ボヘミアン・ラプソディ Bohemian Rhapsody                            | ジョン・ディーコン         |                                                         | 飯島肇                                        |
| 2019   | ミルク MILK                                                         | ジョー                     | 共同制作ミニムービー、YouTube公式チャンネルにて全編公開 | （吹き替え版なし）                            |
| 2023   | アンエクスペクテッド Unexpected                                     | ボブ                       |                                                         |                                               |

### テレビシリーズ
| 放映年 | 邦題 原題                                              | 役名                       | 備考                       |
| ------ | ------------------------------------------------------ | -------------------------- | -------------------------- |
| 2002   | プロビデンス Providence                                | トニー                     | シーズン5第12話            |
| 2003   | CSI:科学捜査班 CSI: Crime Scene Investigation          | ジャスティン・ラモンド     | シーズン3第14話            |
| 2004   | WITHOUT A TRACE/FBI 失踪者を追え! Without a Trace      | ショーン・スタンリー       | シーズン2第18話            |
| 2010   | ザ・パシフィック The Pacific                           | ユージーン・スレッジ       | ミニシリーズ、10エピソード |
| 2012   | 昏睡病棟-COMA- Coma                                    | ジェフリー・フェアウェザー | ミニシリーズ               |
| 2013   | JUSTIFIED 俺の正義 Justified                           | ビリー                     | シーズン4第1話〜第3話      |
| 2013   | PERSON of INTEREST 犯罪予知ユニット Person of Interest | ダニエル・ケイシー         | シーズン3第16話、22話      |
| 2016   | エレメンタリー ホームズ&ワトソン in NY Elementary      | グリフィン                 | シーズン4第13話            |

## 参照
1. ↑  Joseph Mazzello Film Reference biography
2. ↑  Paris, Juanma (2018年11月4日). “Exclusive Interview: Joseph Mazzello Talks ‘Bohemian Rhapsody'”.   Entertainment Affair. 2024年12月7日閲覧。